# Bukit Citan
Bukit Citan är en kulle i Indonesien.   Den ligger i provinsen Aceh, i den västra delen av landet, 1 600 km nordväst om huvudstaden Jakarta. Toppen på Bukit Citan är 62 meter över havet.
Terrängen runt Bukit Citan är huvudsakligen platt. Trakten runt Bukit Citan består huvudsakligen av våtmarker.